# II-18/12

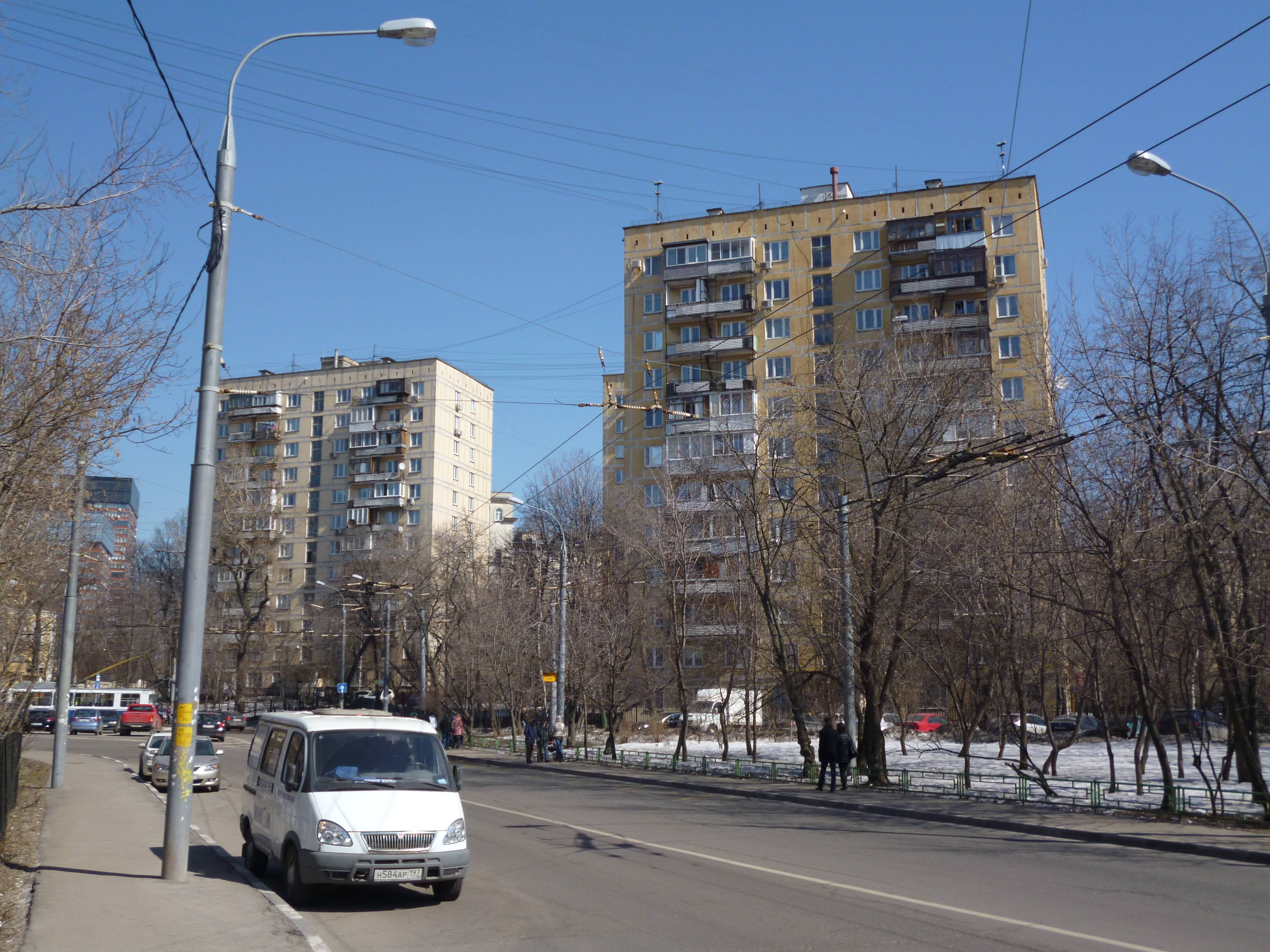
Hochhäuser der Serie II-18/12 in Moskau

Bei der Serie II-18/12 handelt es sich um einen Typ von Wohngebäuden des industriellen Wohnungsbaus in der damaligen Sowjetunion, der Anfang der 1960er Jahre im damaligen Moskauer Forschungs- und Entwicklungsinstitut für Typologie und Experimentelles Design (MNIITEP) (russisch Московский научно-исследовательский и проектный институт типологии, экспериментального проектирования (МНИИТЭП)) aus dem Typ II-18/9 entwickelt wurde. Wesentliche Unterschiede waren Veränderungen des Grundrisses der Etagen, die Vergrößerung der Anzahl der Fahrstühle und die Festlegung der Anzahl der Stockwerke auf zwölf – daraus leitet sich die 12 in der Typenbezeichnung ab. Typischerweise haben die Gebäude nur einen oder zwei Eingänge. Die von 1965 bis 1976 gebaute Serie gehört zu den weit verbreiteten Typen von Hochhäusern des industriellen Wohnungsbaus in der Sowjetunion.

## Geschichte
Die Serie II-18/9 hatte sich grundsätzlich bewährt, wies jedoch noch einige Unzulänglichkeiten auf. Diese wurden zum Teil in der Serie II-18/12 beseitigt. Die ersten Häuser dieser Serie wurden ab 1965 in Moskau und im damaligen Leningrad gebaut, ab 1967 dann auch in anderen Regionen des Landes. 1976 wurde der Bau von Häusern dieses Typs eingestellt, da mittlerweile in der Sowjetunion auf ein breites Programm an Typen des industriellen Wohnungsbaus zurückgegriffen werden konnte.
Häuser dieses Typs sind vor allem in Moskau weit verbreitet, in Twer, der gleichnamigen Oblast, der Oblast Wladimir, Kasan und Nabereschnyje Tschelny wurde der Typ ebenfalls gebaut.

## Charakteristik
Jedes Stockwerk ist in sieben Wohnungen aufgeteilt. Dabei handelt es sich um zwei 1-, vier 2- und eine 3-Zimmer-Wohnung mit Badezimmern und Sitzbadewannen und teilweise mit Balkonen (nur Wohnungen ab dem 3. Stockwerk). Die Einraumwohnungen haben eine Grundfläche von 35 m², die Zweiraumwohnungen von 37 bis 48 m² und die Dreiraumwohnung von 64 m². Die Deckenhöhe liegt bei 2,5 m. Die Sitzbadewanne wurde gegenüber dem Vorgängertyp von 1,2 m auf 1,5 m verlängert, die Toilette war – außer in den Einraumwohnungen – vom Badezimmer räumlich getrennt. Die Installationen für Heizung, Kalt- und Warmwasser sind in Versorgungsschächten zusammengefasst.
Die Häuser der Serie haben zwei nebeneinander angeordnete Fahrstühle. Der Aufzugsschacht wurde in die Mitte des Gebäudes verlegt. Die Zugänge zu den Fahrstühlen befinden sich jetzt auf der Höhe der Etagen, der Zugang zum Müllschlucker verblieb jedoch im um ein halbes Stockwerk versetzten Zwischengeschoss.
Der Typ wurde nur noch in Plattenbauweise errichtet. Dabei kamen relativ kleine, vorgefertigte Paneele unterschiedlicher Abmessungen zum Einsatz. Die Außenwände bestehen aus 400 mm, tragende Innenwände aus 390 mm starken Wänden aus Blähbeton, nichttragende Innenwände sind als 80 mm starke Gipskartonplatten ausgeführt. Vorteilhaft war, dass in den einzelnen Wohnungen die Wände größtenteils nichttragend waren, was eine gewisse Flexibilität und nachträgliche Änderungen der Wohnungsgrundrisse ermöglicht. Die Geschossdecke ist eine 220 mm starke Hohlplatte. Die Überdachung ist als Flachdach ausgebildet.
Die Häuser wurden in Sektionsbauweise errichtet. Dabei umfasst eine Sektion die um den Fahrstuhlschacht bzw. das Treppenhaus gelegenen Räume und Anlagen. Die Unterserie II-18-01/12 bezeichnet Häuser mit einer Sektion, die Unterserie II-18-02/12 Häuser mit zwei Sektionen. Grundsätzlich war eine Erweiterung um zusätzliche Sektionen möglich, wurde aber in der Praxis sehr selten ausgeführt.
Der Typ stellte gegenüber dem Vorgänger II-18/9 eine geringfügige Verbesserung des Wohnkomforts dar. Auch waren erstmals Dreiraumwohnungen vorgesehen, was den Wohnansprüchen von Familien besser entsprach. Die grundlegenden Mängel des Vorgängertyps, die unzureichende Wärme- und Schalldämmung, wurden jedoch nicht beseitigt. Um Auskühlen der Wohnungen und Schimmelbildung zu vermeiden, wurden daher teilweise in den Eckzimmern zusätzliche Heizkörper eingebaut. Auch waren immer noch einige Zimmer Durchgangszimmer.
Als schwerer wiegender Mangel erwies sich die Verwendung von Streifenfundamenten, was teilweise zu unterschiedlichen Setzung der Fassaden und Innenwände führte.
Aus der Serie II-18/12 wurden die Typen II-68 und I-209 entwickelt.
Trotz dieser Unzulänglichkeiten sind die Häuser nicht zum Abriss vorgesehen, da sie einen bedeutenden Teil des Wohnungsbestandes in der russischen Metropole Moskau ausmachen. Daher werden die Gebäude grundlegend saniert. Dabei wird eine moderne Doppelverglasung eingebaut, die Balkone werden gedämmt, die Fassaden saniert und die Versorgungstechnik erneuert.

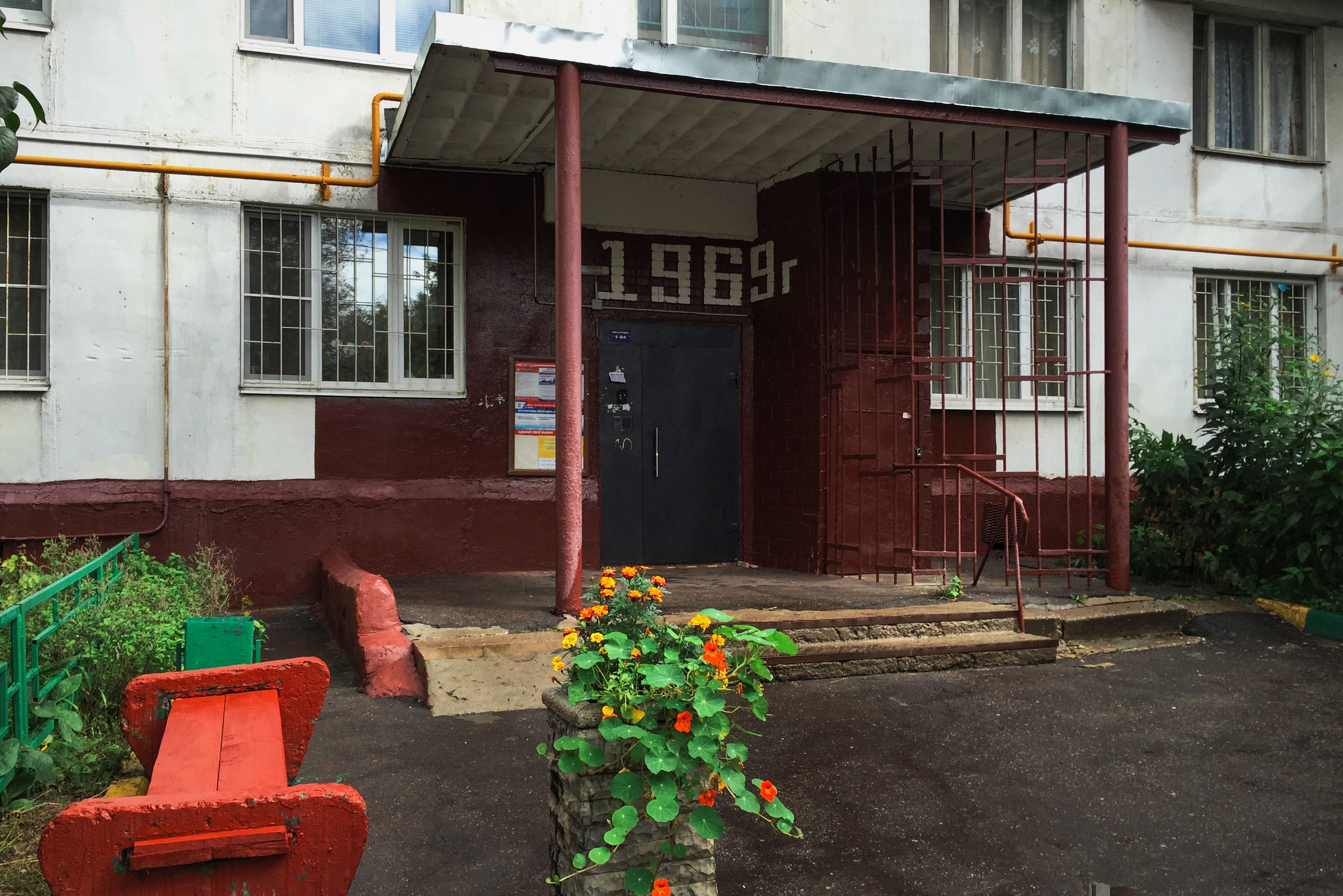
Eingangsbereich eines Hauses in Moskau
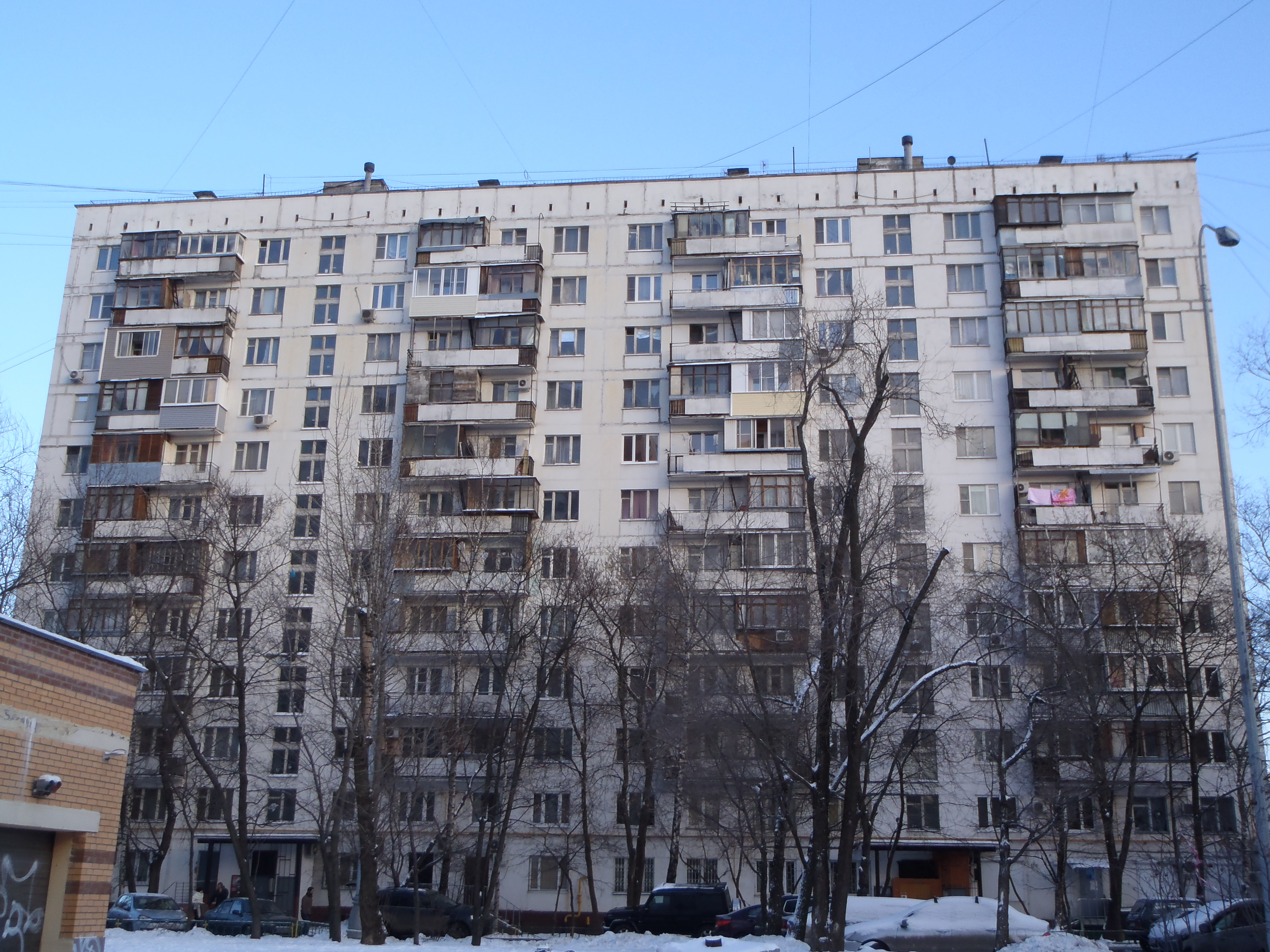
II-18-2/12 in Zweisektionsbauweise
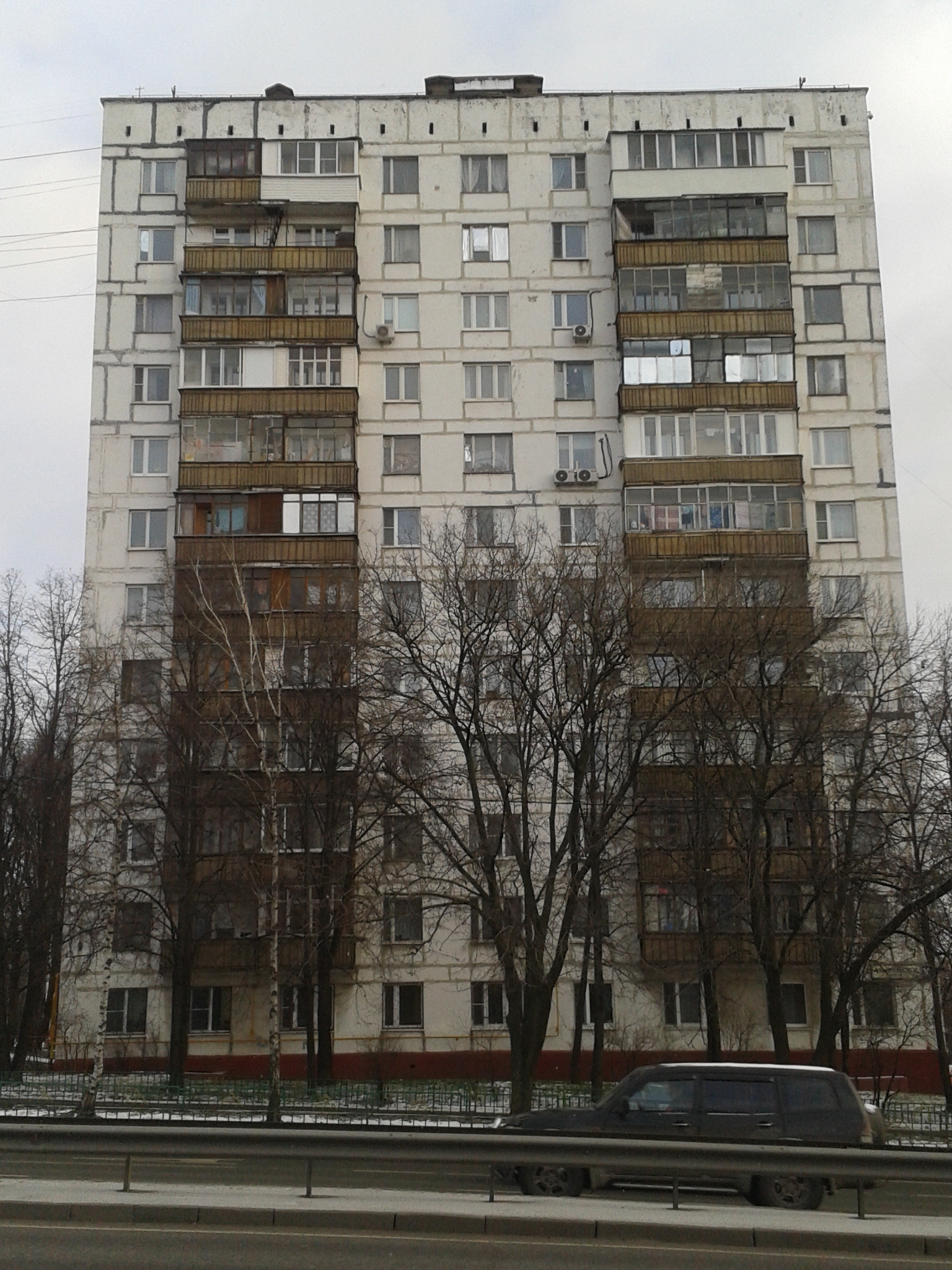
Haus im Zustand vor der Sanierung
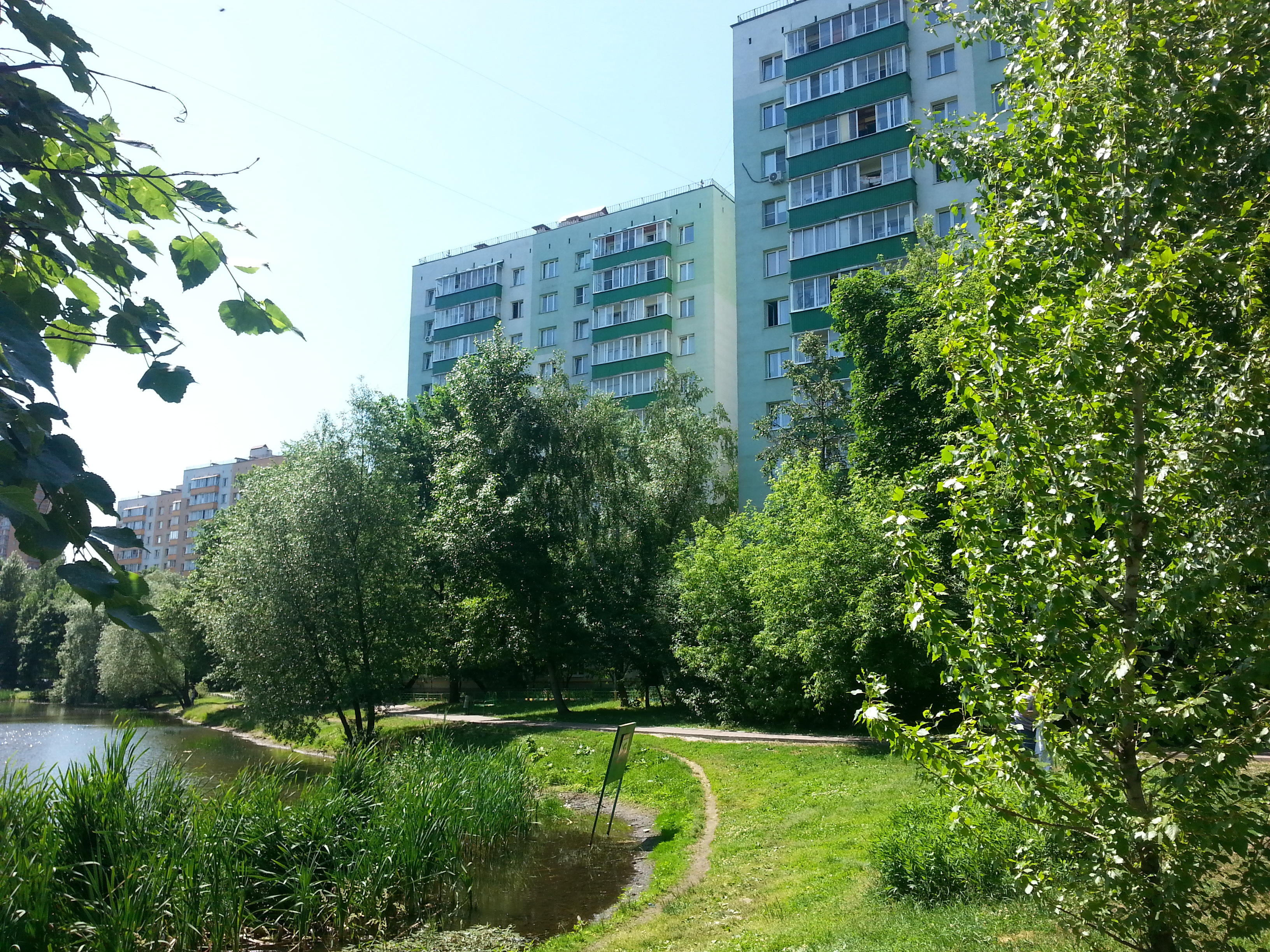
Häuser nach Sanierung